# Südafrikanische Cricket-Nationalmannschaft in Neuseeland in der Saison 1931/32
Die Tour der südafrikanischen Cricket-Nationalmannschaft nach Neuseeland in der Saison 1931/32 fand vom 27. Februar bis zum 7. März 1932. Die internationale Cricket-Tour war Bestandteil der Internationalen Cricket-Saison 1931/32 und umfasste zwei Tests. Südafrika gewann die Serie 2–0.

## Vorgeschichte
Südafrika spielte zuvor eine Tour in Australien, für Neuseeland war es die erste Tour der Saison.
Es war die erste Tour die die beiden Mannschaften gegeneinander ausgetragen haben.

## Stadien
Die folgenden Stadien wurden für die Tour als Austragungsort vorgesehen.
| Stadion        | Stadt        | Kapazität | Spiele  |
| -------------- | ------------ | --------- | ------- |
| Lancaster Park | Christchurch | 38.628    | 1. Test |
| Basin Reserve  | Wellington   | 11.000    | 2. Test |

## Kaderlisten
Die Mannschaften benannten die folgenden Kader.
| Test | Test |
| Neuseeland | Südafrika |
| --- | --- |
| - Cyril Allcott - Ted Badcock - Roger Blunt - Don Cleverley - Ian Cromb - Stewie Dempster - George Dickinson - Ken James - Jack Kerr - Jack Newman - Curly Page - Alby Roberts - Giff Vivian - Gordon Weir | - Xen Balaskas - Sandy Bell - Lennox Brown - Jock Cameron - Jim Christy - Eric Dalton - Quintin McMillan - Bruce Mitchell - Denys Morkel - Neville Quinn - Herbie Taylor - Ken Viljoen - Cyril Vincent |

## Tests

### Erster Test in Christchurch
| 27. Februar – 1. März Scorecard | Christchurch | Neuseeland 293 (114.4) & 146 (61.5)             | – | Südafrika 451 (136.5) |
|                                 |              | Südafrika gewinnt mit einem Innings und 12 Runs |   |                       |

### Zweiter Test in Wellington
| 4. – 7. März Scorecard | Wellington | Neuseeland 364 (99.5) & 193 (72) | – | Südafrika 410 (141.2) & 150-2 (41.2) |
|                        |            | Südafrika gewinnt mit 8 Wickets  |   |                                      |